# Conus archon
Espèce
Statut de conservation UICN

 LC  : Préoccupation mineure
Conus archon est une espèce de mollusques gastéropodes marins de la famille des Conidae.
Comme toutes les espèces du genre Conus, ces escargots sont prédateurs et venimeux. Ils sont capables de « piquer » les humains et doivent donc être manipulés avec précaution, voire pas du tout.

## Description
La spire est concavement élevée, non coronée. Le verticille est lisse et légèrement strié en dessous. La coquille est irrégulièrement marbrée de marron et de blanc, avec des lignes tournantes marron équidistantes portant des taches blanches. La longueur de la coquille varie entre 38 mm et 70 mm.

## Distribution
Cette espèce marine est présente au large de la côte ouest du Mexique et de l'Amérique centrale (du Golfe de Californie au Panama).

### Niveau de risque d’extinction de l’espèce
Selon l'analyse de l'UICN réalisée en 2011 pour la définition du niveau de risque d'extinction, cette espèce est présente au large de la côte Pacifique du Mexique, au sud de l'l'Équateur. Il n'y a pas de menaces connues. Cette espèce est classée dans la catégorie "préoccupation mineure".

## Taxonomie

### Publication originale
L'espèce Conus archon a été décrite pour la première fois en 1833 par le naturaliste britannique William John Broderip (1789-1859) dans la publication intitulée « Proceedings of the Zoological Society of London »,.

### Synonymes
- Conus (Stephanoconus) archon Broderip, 1833 · appellation alternative
- Protoconus archon (Broderip, 1833) · non accepté
- Tenorioconus archon (Broderip, 1833) · non accepté

## Identifiants taxonomiques
Chaque taxon catalogué par les bases de données biologiques et taxonomiques possède un identifiant qui permet d'établir un point de référence. Les identifiants de Conus archon dans les principales bases sont les suivants :
BOLD : 507538 - CoL : XWX5 - GBIF : 5193208 - iNaturalist : 292525 - IRMNG : 10233694 - SeaLifeBase : 75318 - TAXREF : 6322 - UICN : 192837 - 